# 5183 Robyn
5183 Robyn è un asteroide della fascia principale. Scoperto nel 1990, presenta un'orbita caratterizzata da un semiasse maggiore pari a 2,5689453 UA e da un'eccentricità di 0,1067127, inclinata di 14,82196° rispetto all'eclittica.